# Xã Scott, Quận Ogle, Illinois
Xã Scott (tiếng Anh: Scott Township) là một xã thuộc quận Ogle, tiểu bang Illinois, Hoa Kỳ. Năm 2010, dân số của xã này là 3.181 người.